# 北習志野駅
北習志野駅（きたならしのえき）は、千葉県船橋市習志野台3丁目にある、京成電鉄・東葉高速鉄道の駅である。
京成電鉄の松戸線と、東葉高速鉄道の東葉高速線が乗り入れており、接続駅となっている。駅番号は京成電鉄がKS70、東葉高速鉄道がTR04。

## 歴史
- 1966年（昭和41年）4月11日：新京成電鉄新京成線の駅として開業。
- 1996年（平成8年）4月27日：東葉高速鉄道の駅が開業し乗換駅となる[1]。当駅で同線の開通式が行われた。
- 2007年（平成19年）・2008年（平成20年）：東葉高速鉄道のホームと改札口、改札口と地上をそれぞれ連絡するエレベーターを設置。
- 2008年（平成20年）3月：新京成電鉄の駅の駅前ペデストリアンデッキと駅舎建替工事（バリアフリー化）開始。
- 2009年（平成21年）3月29日：新京成電鉄の新駅舎使用開始。東葉高速鉄道の改札口と地上を結ぶエレベーターを2階のペデストリアンデッキまで延長。
- 2014年（平成26年）
  - 2月：新京成電鉄の駅に駅番号「SL19」を設定[2]。
  - 3月14日 : 東葉高速線の駅ナンバリング「TR04」を設定。
- 2023年（令和5年）3月2日：新京成電鉄と東葉高速鉄道とののりかえ専用改札での乗車券発売終了。予めICカードなど双方に有効な乗車券を所持していないと通過できなくなる。
- 2025年（令和7年）4月1日：新京成電鉄が京成電鉄への吸収合併に伴い、新京成電鉄新京成線が京成電鉄松戸線となる。同線の駅番号をSL19からKS70に変更[3]。

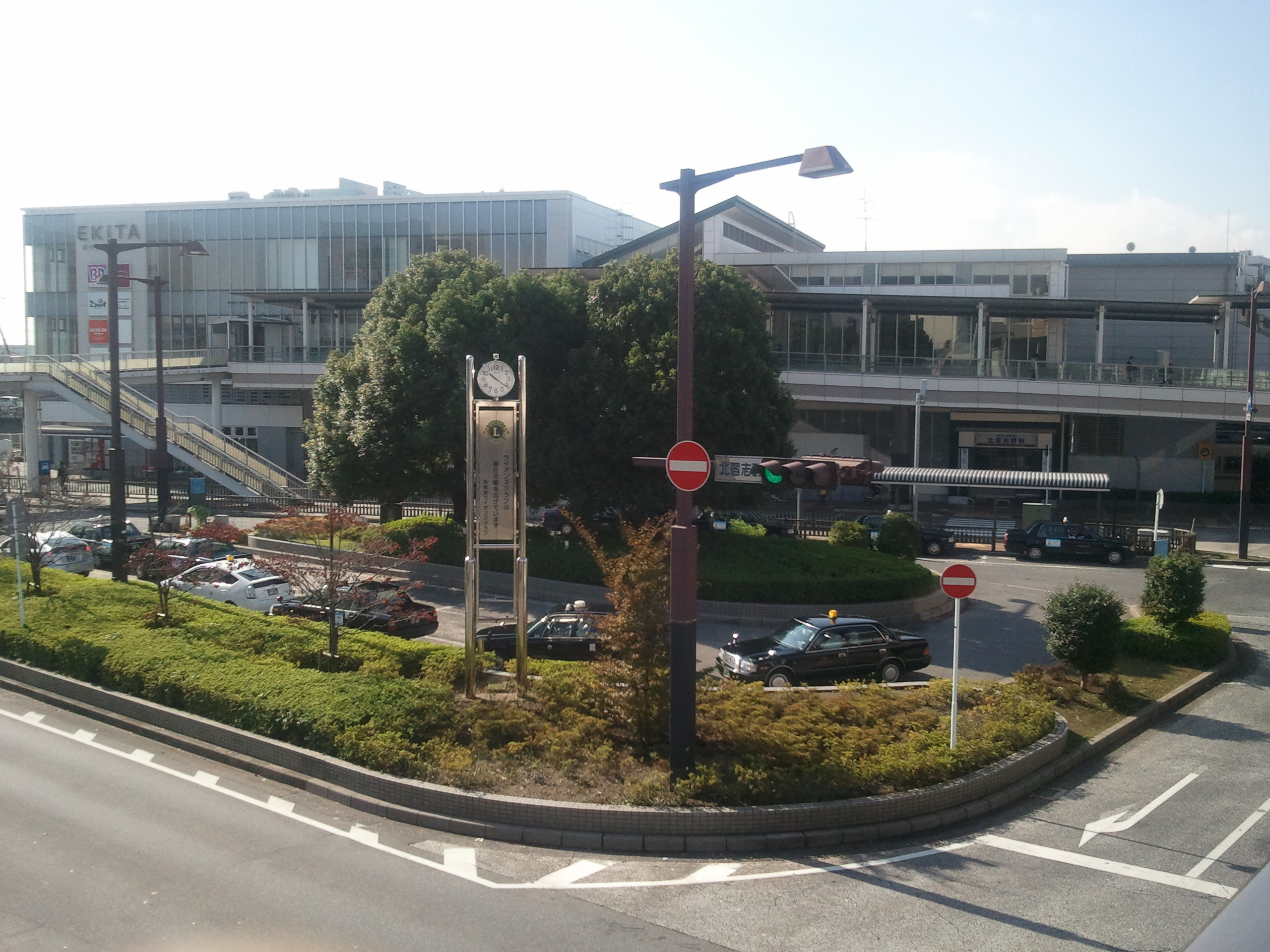
新京成電鉄時代の東口（2012年11月）
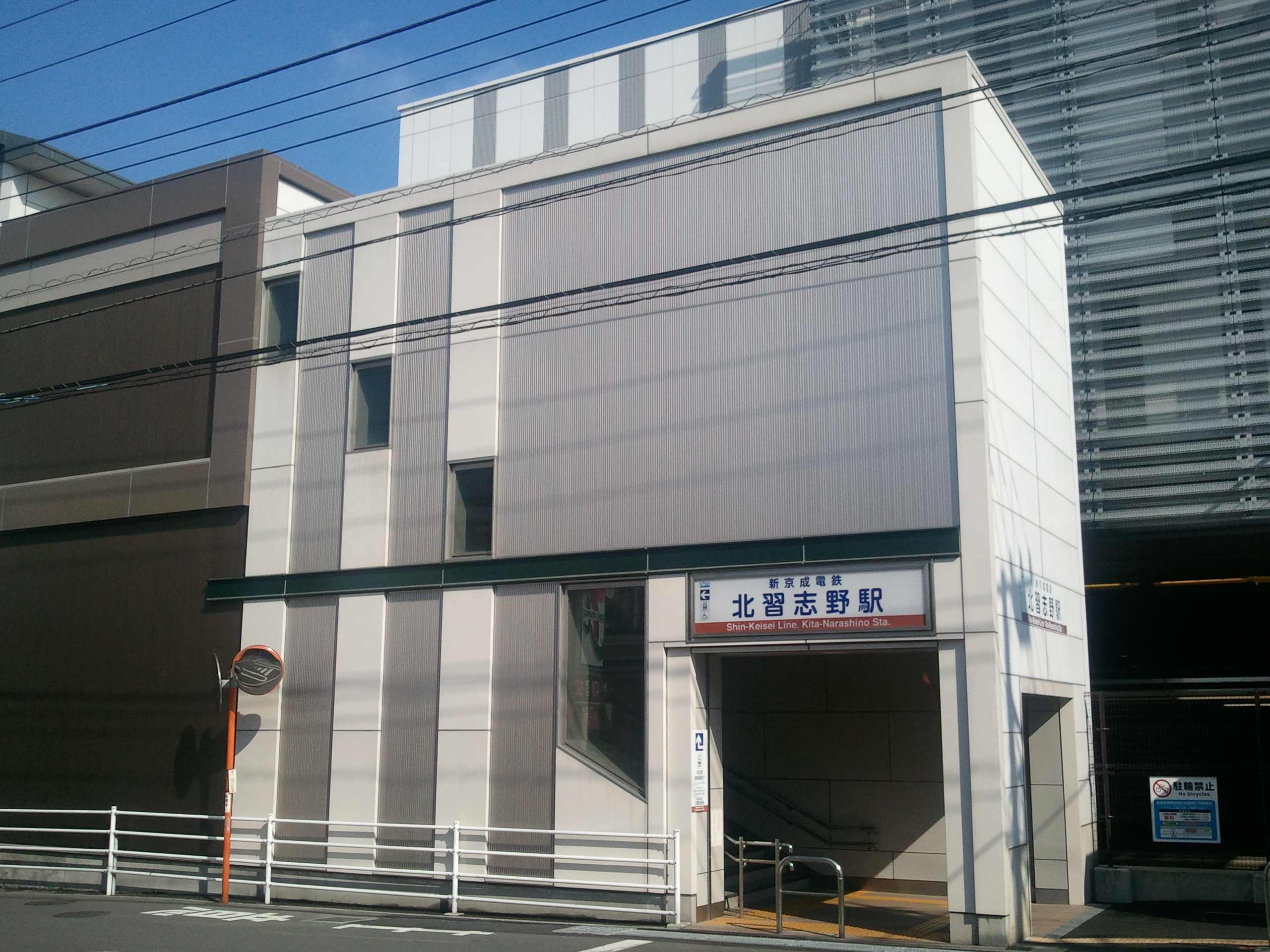
新京成電鉄時代の西口（2012年11月）

## 駅構造
2009年3月29日に新京成の新駅舎供用を開始し、トイレには多機能トイレも併設された。それに先立つ同年1月27日に、東口ロータリー横に開業した「北習志野駅前ビル」と新駅舎を連絡するペデストリアンデッキ（2階）および地上階・東葉高速鉄道改札口（地下1階）を連絡するエレベーターも設置された。
2012年8月1日には駅直結の商業ビル「エキタきたなら」 (EKiTA KITANARA) が開業した。

### 京成電鉄
島式ホーム1面2線を有する地上駅（橋上駅）である。駅舎に続くペデストリアンデッキから、後述のT2出口・T3出口・T4出口への階段などがある。コンコースには多機能トイレを併設した男女別の水洗式トイレが設置されている。旧駅舎だった頃は男女共用の水洗式であった。
北習志野駅管区として、二和向台駅 - 高根木戸駅間の各駅を管理下に置いている。

#### のりば
| 番線 | 路線   | 方向 | 行先                               |
| ---- | ------ | ---- | ---------------------------------- |
| 1    | 松戸線 | 下り | 新津田沼・京成津田沼・京成千葉方面 |
| 2    | 松戸線 | 上り | 新鎌ヶ谷・八柱・松戸方面           |

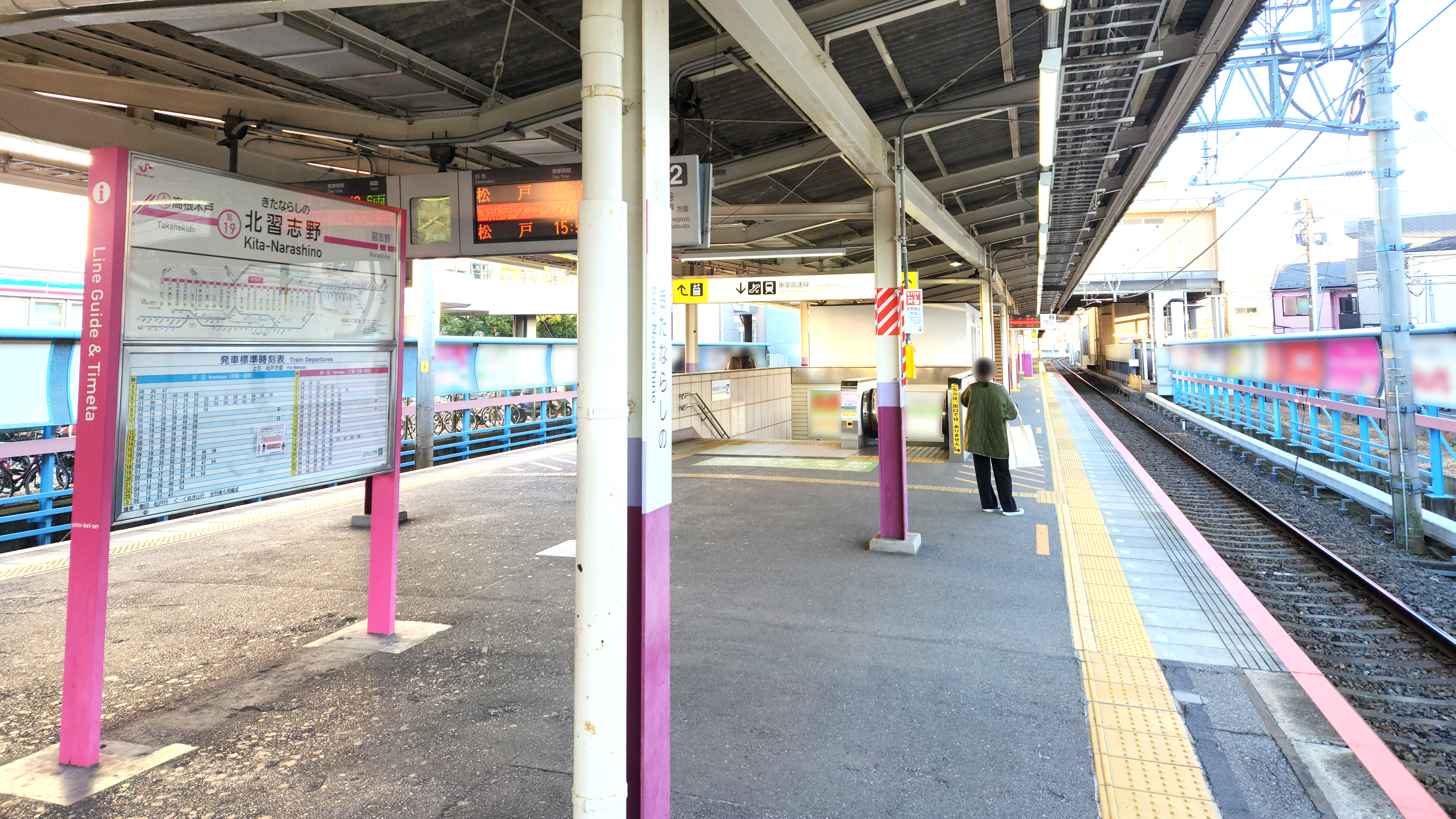
京成線ホーム（2023年1月）
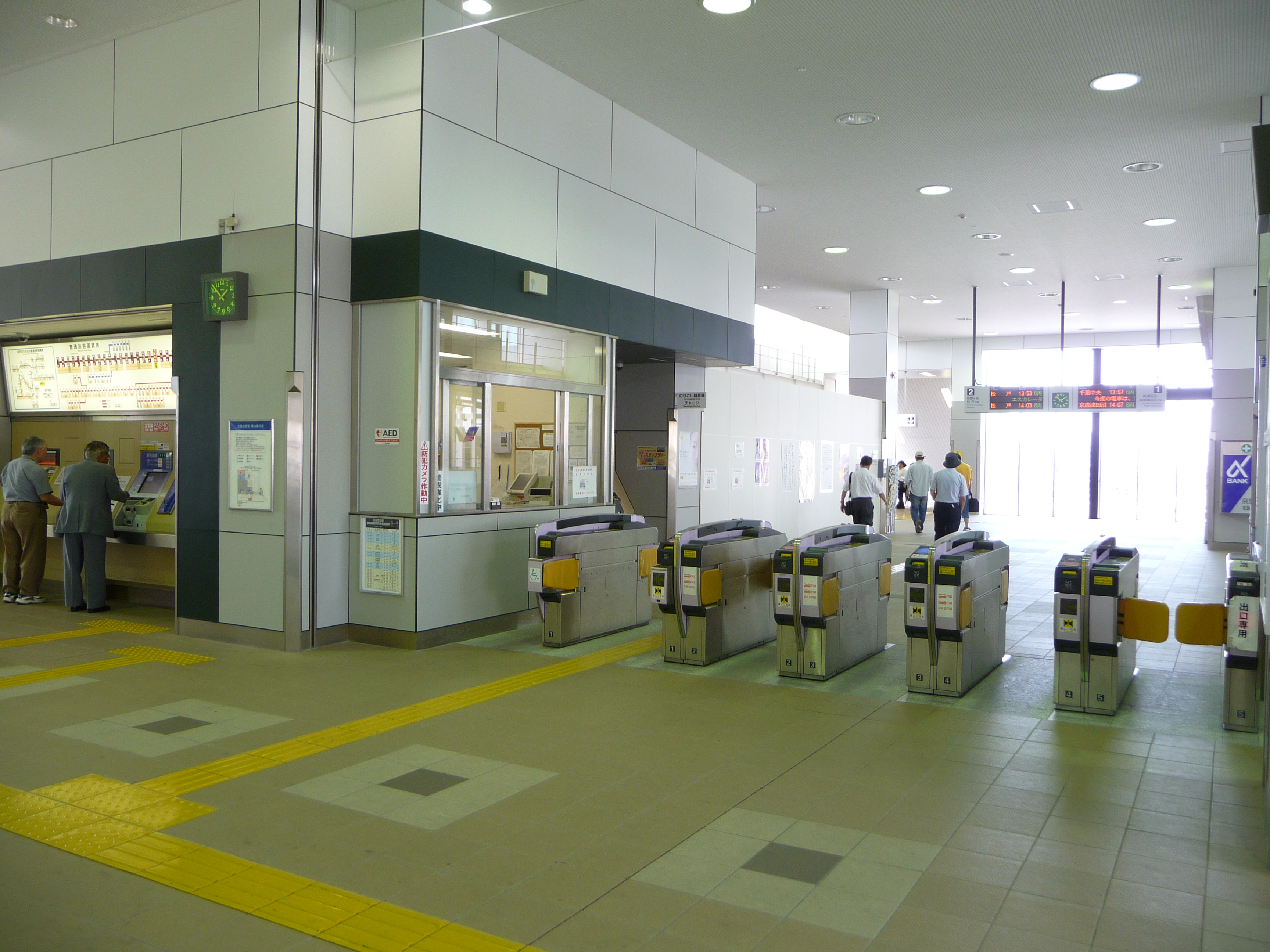
京成線新駅舎改札口
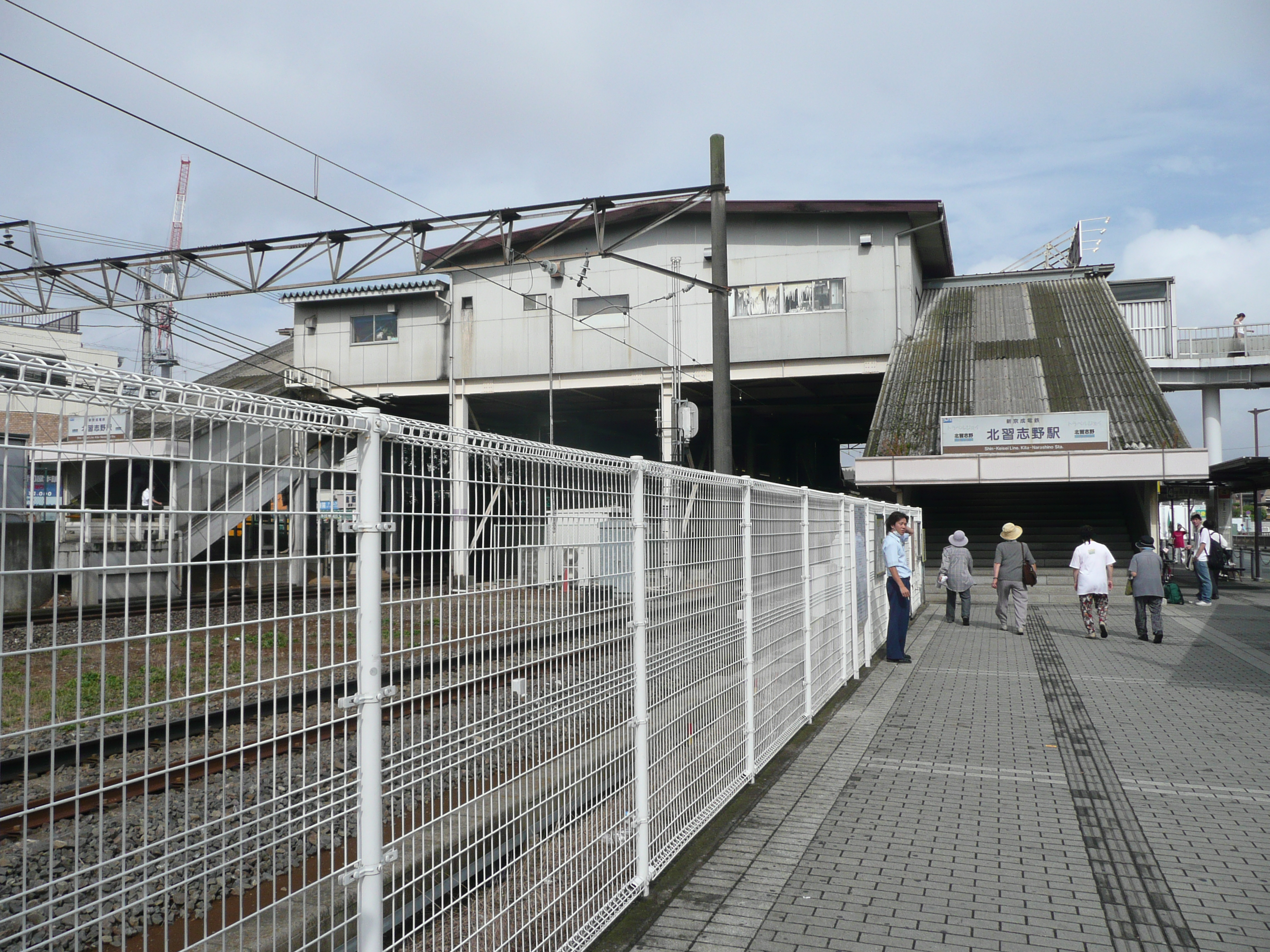
新京成線旧駅舎
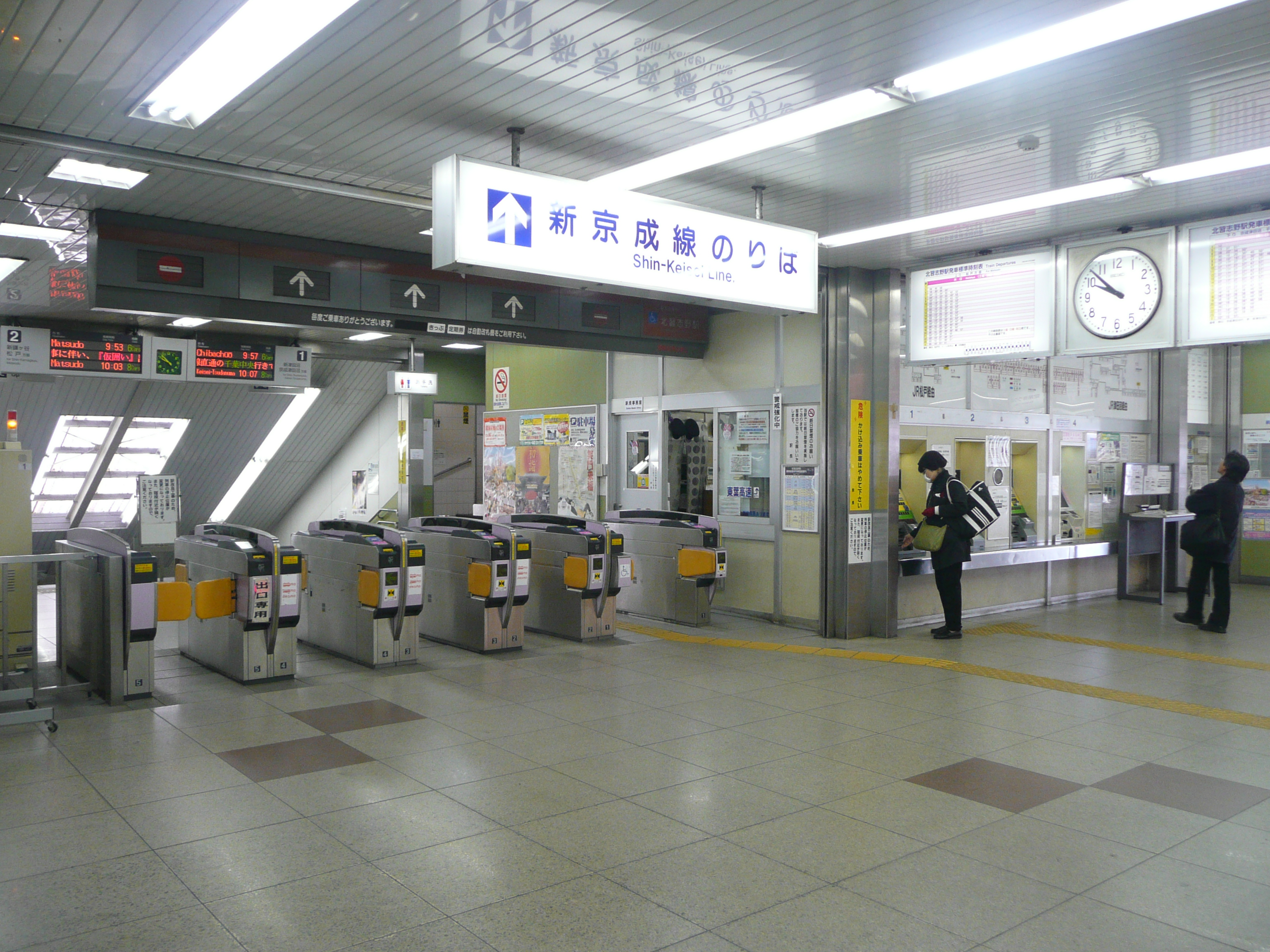
新京成線旧駅舎改札口

### 東葉高速鉄道
島式ホーム1面2線を有する地下駅である。電車進入時の風圧が強いことから、ホームには注意を促す看板が貼られている。番線は京成松戸線からの連番である。2007年から2008年にかけてはホームから改札口と、改札口から地上部へのエレベーター設置工事が行われた。完成当初はペデストリアンデッキ設置前だったため、エレベーターの2階部分がむき出しになっている時期があったが、ペデストリアンデッキ供用開始後は、地下（東葉高速線改札階） - 地上 - 2階（京成松戸線改札階）の利用が可能である。
出口は5箇所ある。
- T1出口 - 京成松戸線より西側にある。
- T2出口 - 京成松戸線駅舎脇。バス停留所最寄。
- T3出口 - ロータリー内、T2出口と道路を1本挟んだ向かい側。タクシー・一般送迎車はここで扱う。
- T4出口 - ロータリーの外側。銀行脇。
- T5出口 - 駅より東へ伸びる商店街の中。この出口を利用すれば、東側からロータリーの信号を渡らずに改札口へ行くことができる。

また、京成松戸線と東葉高速線とののりかえ専用改札は東葉高速線側にあり、東葉高速鉄道が管理している。京成松戸線のホームからは階段・エスカレーターがあり、東葉高速線のホームからは出口へ向かう階段・エスカレーター・エレベーターと共用である。2023年3月2日にのりかえ専用改札での乗車券の発売が終了され、ICカードなどあらかじめ双方に有効な乗車券を所持していないと改札を追加できなくなり、通過できない場合は一旦改札口を出て、乗り換え先の改札口へ向かう必要がある。特に、普通のきっぷを利用している場合、連絡乗車券が発売されていないので注意を要する。なお、改札口でそれまで乗り継ぎ精算機として稼働していた機械が、改修されそのままICカードチャージ機として運用されている。

#### 習志野台トンネル
当駅は「習志野台トンネル」（延長2,366.8 m）内に位置する。当初は全区間を開削工法で計画したが、周辺環境を考慮して大部分をNATM工法で建設した。当駅構築部の半分と次駅の船橋日大前駅部は開削工法、それ以外の区間がNATM工法である。
習志野台トンネルの手前に位置する飯山満トンネル（延長176.5 m）との間の地上区間（約94 m）には特殊防音壁覆蓋型（シェルター）を設置する。

#### のりば
| 番線 | 路線       | 方向 | 行先                       |
| ---- | ---------- | ---- | -------------------------- |
| 3    | 東葉高速線 | 下り | 船橋日大前・東葉勝田台方面 |
| 4    | 東葉高速線 | 上り | 飯山満・西船橋・中野方面   |

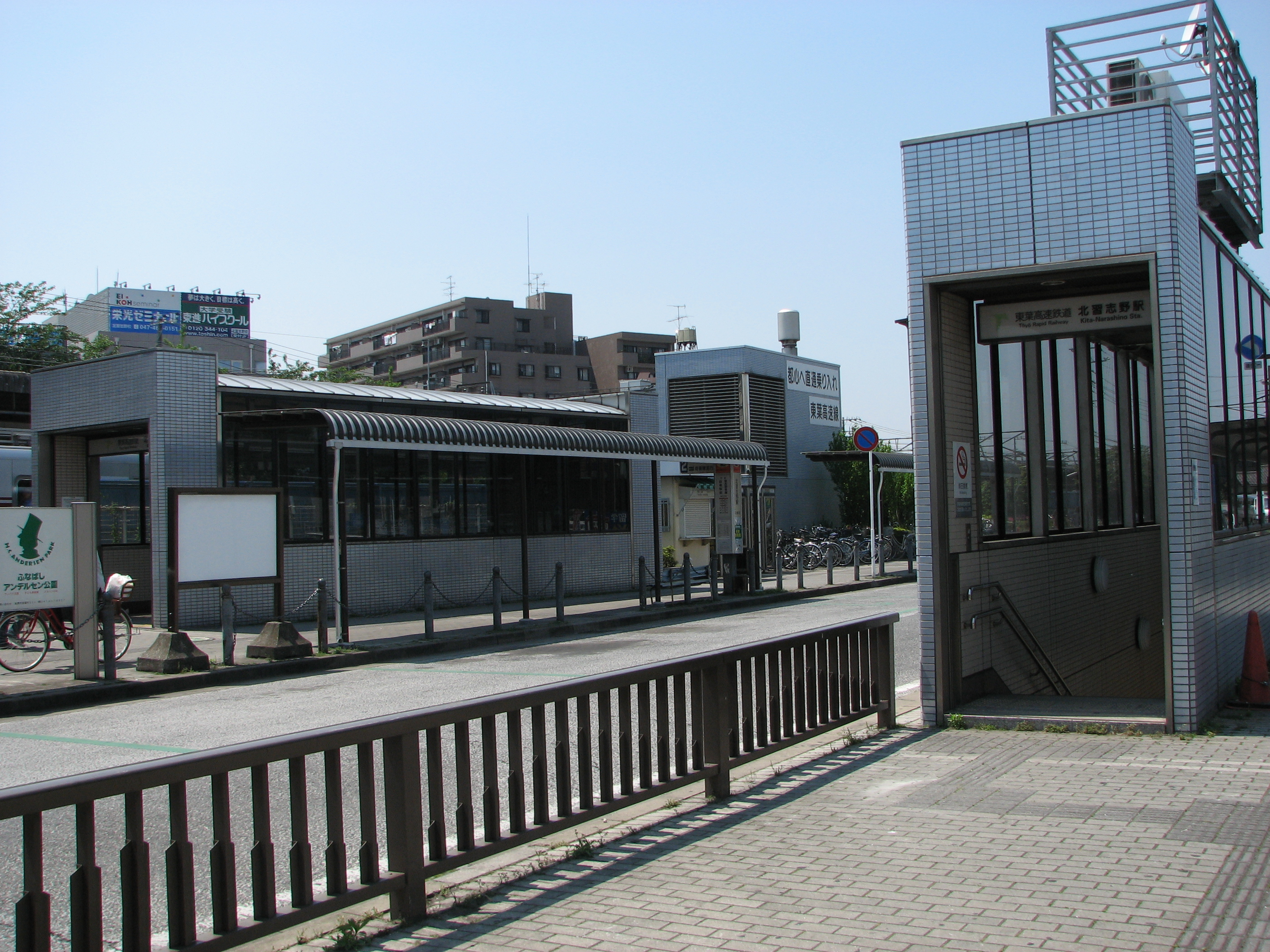
八千代ふるさと親子祭の開催時には北習志野行の臨時列車が運行される。当駅には折り返し設備がなく折り返しができないため、隣の飯山満駅まで走行し、飯山満駅にある留置線で折り返す。  - 東葉高速鉄道北習志野駅（左側がT2出口、右側がT3出口)
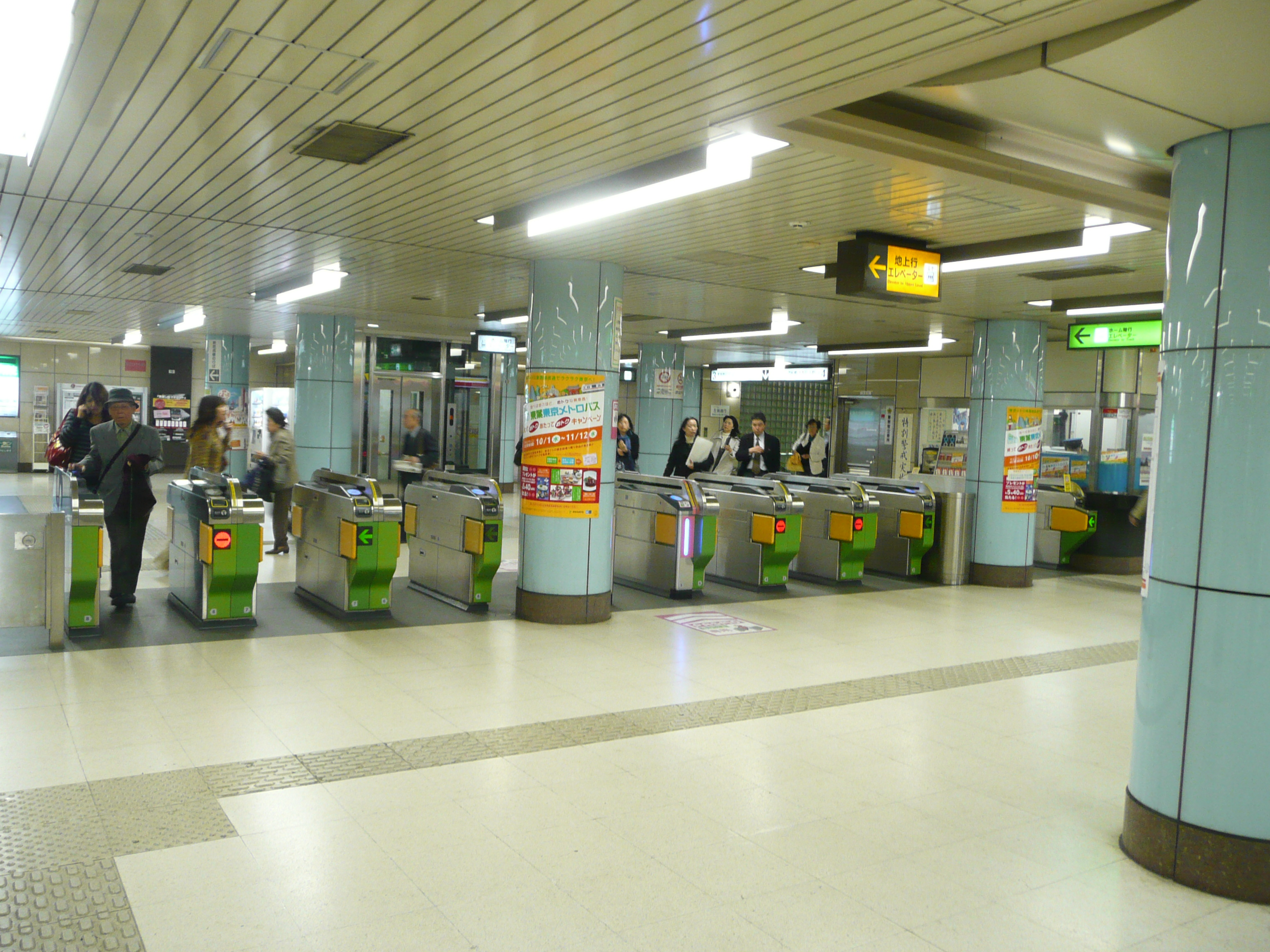
東葉高速線改札口
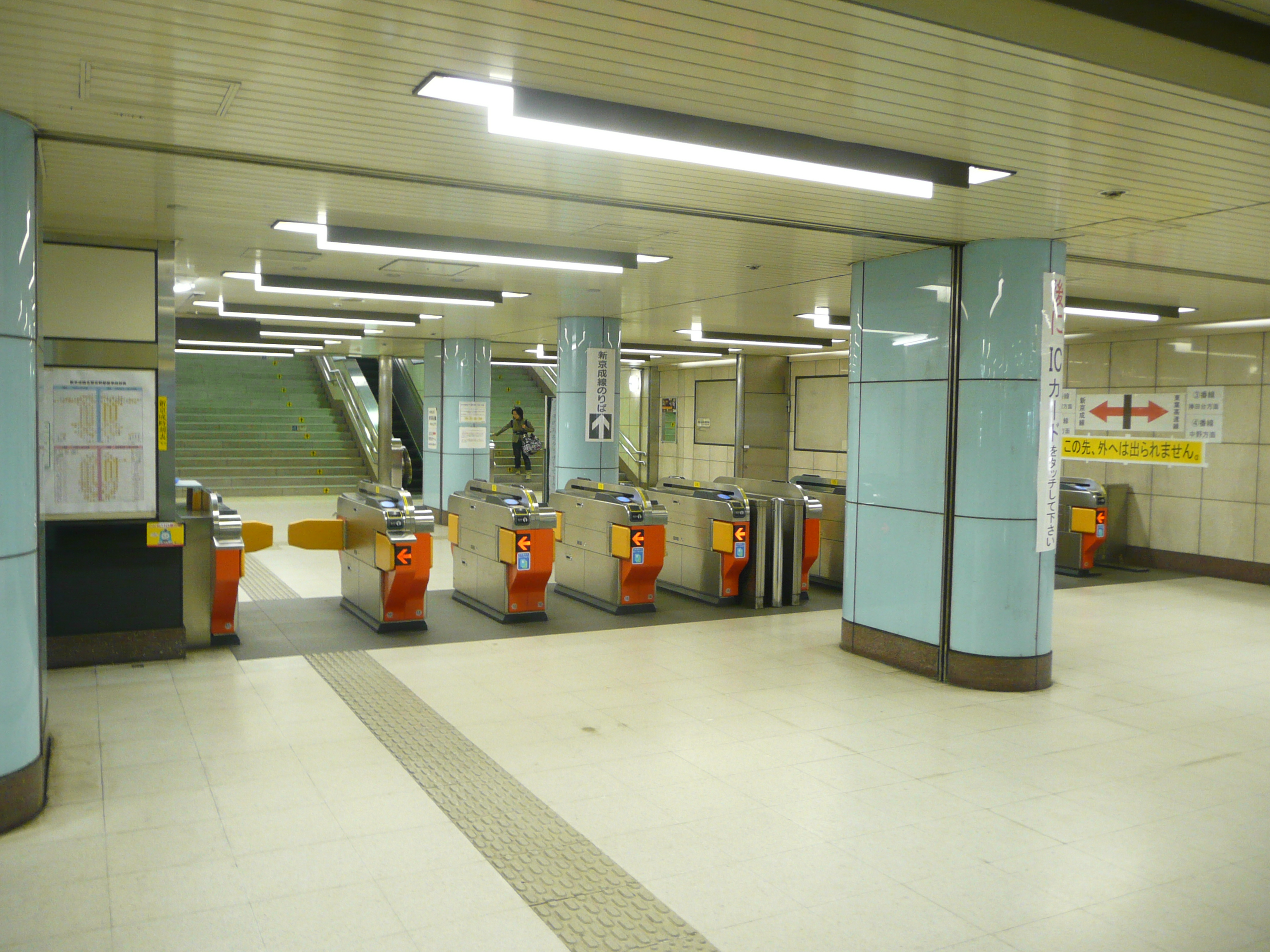
乗換専用改札口（東葉高速鉄道管理）
  - 東葉高速線改札口
  - 乗換専用改札口（東葉高速鉄道管理）

## 利用状況
- 新京成電鉄 - 2024年度の一日平均乗降人員は42,722人である[# 1]。
- 東葉高速鉄道 - 2022年度の一日平均乗車人員は18,643人である[* 1]。東葉高速線内では西船橋駅に次いで第2位である。

近年の推移は下表の通り。

### 乗車人員（千葉県統計年鑑）
| 年度               | 新京成電鉄 | 東葉高速鉄道 | 出典     |
| ------------------ | ---------- | ------------ | -------- |
| 1998年（平成10年） | 21,427     | 17,299       | [ * 2 ]  |
| 1999年（平成11年） | 20,961     | 17,220       | [ * 3 ]  |
| 2000年（平成12年） | 20,822     | 17,615       | [ * 4 ]  |
| 2001年（平成13年） | 20,633     | 17,889       | [ * 5 ]  |
| 2002年（平成14年） | 20,305     | 17,720       | [ * 6 ]  |
| 2003年（平成15年） | 20,211     | 17,540       | [ * 7 ]  |
| 2004年（平成16年） | 20,120     | 17,279       | [ * 8 ]  |
| 2005年（平成17年） | 19,956     | 17,618       | [ * 9 ]  |
| 2006年（平成18年） | 19,887     | 17,814       | [ * 10 ] |
| 2007年（平成19年） | 20,283     | 18,295       | [ * 11 ] |
| 2008年（平成20年） | 20,691     | 18,277       | [ * 12 ] |
| 2009年（平成21年） | 20,985     | 18,219       | [ * 13 ] |
| 2010年（平成22年） | 21,266     | 18,314       | [ * 14 ] |
| 2011年（平成23年） | 21,002     | 18,075       | [ * 15 ] |
| 2012年（平成24年） | 21,608     | 18,544       | [ * 16 ] |
| 2013年（平成25年） | 22,170     | 19,035       | [ * 17 ] |
| 2014年（平成26年） | 21,934     | 19,107       | [ * 18 ] |
| 2015年（平成27年） | 22,181     | 19,470       | [ * 19 ] |
| 2016年（平成28年） | 22,358     | 19,842       | [ * 20 ] |
| 2017年（平成29年） | 22,756     | 20,357       | [ * 21 ] |
| 2018年（平成30年） | 22,825     | 20,594       | [ * 22 ] |
| 2019年（令和元年） | 22,599     | 20,506       | [ * 23 ] |
| 2020年（令和02年） | 17,145     | 15,573       | [ * 24 ] |
| 2021年（令和03年） | 18,092     | 16,491       | [ * 25 ] |
| 2022年（令和04年） | 20,043     | 18,643       | [ * 1 ]  |

### 乗降人員
| 年度               | 新京成電鉄 | 出典    |
| ------------------ | ---------- | ------- |
| 2019年（令和元年） | 45,774     | [ # 2 ] |
| 2020年（令和02年） | 34,681     | [ # 2 ] |
| 2021年（令和03年） | 36,548     | [ # 3 ] |
| 2022年（令和04年） | 40,551     | [ # 3 ] |
| 2023年（令和05年） | 42,226     | [ # 4 ] |
| 2024年（令和06年） | 42,772     | [ # 1 ] |

## 駅周辺
- 習志野台団地
- 北習志野近隣公園
- 船橋市東消防署
- 船橋市東図書館・習志野台公民館
- 船橋市立高郷小学校
- 船橋東郵便局
- 船橋西習志野郵便局
- りそな銀行北習志野支店
- 千葉銀行習志野台支店
- 京葉銀行北習志野支店・はざま支店（ブランチインブランチ）
- 西友北習志野店
- 西友新北習志野店
- 日本大学理工学部
- 船橋市総合体育館（船橋アリーナ）

### バス路線
駅前バス停に多くの路線バスが乗り入れている。
| 乗場 | 系統   | 主要経由地                                               | 行先               | 運行事業者             | 営業所   | 備考           |
| ---- | ------ | -------------------------------------------------------- | ------------------ | ---------------------- | -------- | -------------- |
| 1    | 津04   | 習志野台三丁目・千葉日大一高・習志野駐屯地・薬園台駅入口 | 津田沼駅           | 京成バス千葉セントラル | 習志野西 |                |
| 2    | 習06   | 習志野台三丁目・第二小学校入口・習志野一丁目             | 習志野西営業所     | 京成バス千葉セントラル | 習志野西 |                |
| 3    | 小室01 | 東警察署前・刈米・古和釜十字路・アンデルセン公園         | 小室駅             | 京成バス千葉ウエスト   | 鎌ヶ谷   |                |
| 3    | セ03   | 東警察署前・刈米・古和釜十字路                           | セコメディック病院 | 京成バス千葉ウエスト   | 鎌ヶ谷   |                |
| 3    | 習02   | 東警察署前・刈米・古和釜十字路・大穴                     | 鎌ヶ谷大仏         | 京成バス千葉ウエスト   | 鎌ヶ谷   |                |
| 3    | 習03   | 東警察署前・刈米                                         | 古和釜十字路       | 京成バス千葉ウエスト   | 鎌ヶ谷   |                |
| 4    | 習04   | 東警察署前・高根台病院前                                 | 高根公団駅         | 京成バス千葉ウエスト   | 鎌ヶ谷   |                |
| 5    | 船23   | 高根木戸駅・雄鹿野・東船橋三丁目                         | 船橋駅北口         | 京成バス千葉セントラル | 習志野西 |                |
| 5    | 船23A  | 高根木戸駅・雄鹿野・東船橋三丁目・東船橋駅               | 船橋駅北口         | 京成バス千葉セントラル | 習志野西 | 平日朝のみ運行 |
| 5    | 東03   | 高根木戸駅・駿河台                                       | 東船橋駅           | 京成バス千葉セントラル | 習志野西 |                |

- その他、ふなばしアンデルセン公園へのバスが2007年10月2日から同年11月4日まで運行されていたことがある。運行会社は船橋新京成バス（旧習志野新京成バス含む）および松戸新京成バスが主で、他にも京成グループ他社および市や県が運行するバスがあった。
- B.LEAGUE試合開催日には船橋アリーナ直行臨時バスを運行することがあり、その運行日は新京成電鉄公式サイトに告知される。
- 千葉日大一高経由朋和産業本社行き直通便有(平日朝2便・土曜朝3便/千葉日大一高方面のみ)

## 付記
- テレビドラマ『相棒 Season 7』[注釈 1]（テレビ朝日、北新宿駅として東葉高速線のみ登場）など、テレビドラマのロケ撮影に使用されている。
- 短編映画『世田谷ラブストーリー』（2015年1月ネット配信）の劇中で「下北茶屋駅」として東葉高速線のみ登場する。
- 映画『ちょっと今から仕事やめてくる』（2017年5月公開）の劇中で四ツ谷駅として登場する（東葉高速線の改札付近）。
- 映画『きらきら眼鏡』の撮影に両路線とも使用された。

## 隣の駅
京成電鉄
 松戸線
高根木戸駅 (KS71) - 北習志野駅 (KS70) - 習志野駅 (KS69)
東葉高速鉄道
 東葉高速線
飯山満駅 (TR03) - 北習志野駅 (TR04) - 船橋日大前駅 (TR05)